# Denise (krater)
Denise är en nedslagskrater med en diameter på 2 kilometer, på planeten Venus. Denise har fått sitt namn efter det grekiska kvinnonamnet Denise.